# Minh Tân, Phù Cừ
Minh Tân là một xã thuộc huyện Phù Cừ, tỉnh Hưng Yên, Việt Nam.

## Địa lý
Xã Minh Tân nằm ở phía bắc huyện Phù Cừ, có vị trí địa lý:
- Phía đông giáp xã Đoàn Kết, huyện Thanh Miện, tỉnh Hải Dương.
- Phía bắc giáp xã Đoàn Kết, Thanh Miện và xã Tân Trào, huyện Thanh Miện, tỉnh Hải Dương.
- Phía tây bắc giáp xã Đa Lộc, huyện Ân Thi.
- Phía tây giáp xã Phan Sào Nam.
- Phía nam giáp thị trấn Trần Cao và xã Quang Hưng.

Xã Minh Tân có diện tích 6,20 km², dân số năm 2019 là 4.971 người, mật độ dân số đạt 801 người/km².

## Hành chính
Xã Minh Tân được chia thành 4 thôn: Tần Tiến, Nghĩa Vũ, Duyệt Lễ, Duyệt Văn.

## Lịch sử
Sau năm 1946, Minh Tân là một xã thuộc huyện Phù Cừ.
Ngày 26 tháng 1 năm 1968, tỉnh Hưng Yên hợp nhất với tỉnh Hải Dương thành tỉnh Hải Hưng và xã Minh Tân thuộc huyện Phù Cừ, tỉnh Hải Hưng.
Ngày 11 tháng 3 năm 1977, Hội đồng Chính phủ ban hành Quyết định 58-CP về việc hợp nhất hai huyện Phù Cừ và Tiên Lữ thành huyện Phù Tiên và xã Minh Tân thuộc huyện Phù Tiên, tỉnh Hải Hưng.
Ngày 6 tháng 11 năm 1996, Quốc hội ban hành Nghị quyết về việc chia tỉnh Hải Hưng thành 2 tỉnh Hải Dương và Hưng Yên và xã Minh Tân thuộc huyện Phù Tiên, tỉnh Hưng Yên.
Ngày 24 tháng 2 năm 1997, Chính phủ ban hành Nghị định 17-CP về việc chuyển xã Minh Tân thuộc huyện Phù Tiên về huyện Phù Cừ mới tái lập quản lý.